# Katarina Weiner Thordarson
Katarina Weiner Thordarson, född 22 mars 1949 i Jönköping är en svensk författare, leg. sjuksköterska, vårdlärare och beteendevetare med högskoleexamen från Uppsala universitet. Under tiden som vårdlärare skrev hon sin första bok Samarbete i Vård, samarbets- och handledningsmetodik. Denna startade en ny karriär inom personalutbildning med anställning först på Uplandsbanken och Nordbanken i Uppsala och därefter på Södersjukhuset i Stockholm som utbildningsledare och organisationsutvecklare. Därefter har Weiner Thordarson skrivit en rad böcker inom samtalsmetodik och kundbemötande. Sedan 1997 har hon arbetat med utbildningsuppdrag i det egna företaget Weiner T Samtal & Bemötande . Under 2006-2007 var hon anställd som projektledare för ett Bemötandeprojekt på Verva, Verket för förvaltningsutveckling. 